# حامد الثغري
حامد الثغري واسمه الحقيقي حامد الزَُغبي، هو قائدٌ مسلم، برز دورهُ في حصار مالقة عام 1487، حيثُ رفضَ الاستسلام وتسليم مالقة للقشتاليين، فأعلن مقاومته واستجاب له عددٌ كبيرٌ من الفرسان الذين أعلنوا استعدادهم للمقاومة.

## حصار مالقة
عندما أعلن حامد المقاومة، أرسلَّ المفاوضون إليه تاجرًا ليعرض عليه الاستسلام مقابل 4 آلاف دينار، ولكنَّ حامد قال جُملته «إني تسلمتُ المدينة لأحميها لا لأسلِّمها».
بعدَ رفضه الاستسلام، اشتدَ هجوم القشتاليين على أبراج المدينة، وعلى الرغم من مقاومةِ المسلمين، إلا أنهم استطاعوا احتلال أحد الأبراج، فحفر المسلمون تحته وأشغلوا فيه النيران، فسقط البرج، وفي هذه الأثناء كانت قيادة غرناطة ترسلُ إليهم بأنهم يجب أن يستسلموا. رفض حامد الاستسلام وظل يقاوم ويقاتل، ولكن قلت المؤن ونفد الطعام واشتد الجوع بالمسلمين المحاصرين، فجاءهم مرسلٌ بأنَّ لهم الأمان إذا سلموا المدينة، ولكن المقاومون منعوا الرسول من دخول المدينة، وفي هذه الأثناء أرسل إليهم أبو عبد الله محمد الثالث عشر (المعروف بالزغل) يحضهم على الثبات وأخبرهم أنهُ قادمٌ مع جيشه لنجدتهم في مالقة.
ولكن حدثت خيانة من أبو عبد الله محمد الثاني عشر (المعروف بالصغير)، حيثُ شعر أنَّ انتصار مالقة سيشكل خطرًا عليه، وأنَّ عمه الزغل سيعلو وسيهدد ملكه، فقام الصغير بإرسال جيشٍ لمنع المتطوعين وجيش الزغل من الوصول إلى مالقة، فانتصر في ذلك، ونتيجةٍ لموقفه، انصرفَ عنهُ كثيرٍ من الناس، وأرسل ملوك قشتالة له جُنودًا ليحموه من غضب الناس، ولكن هنا بادر عالم من مدينة آش يعرف باسم إبراهيم السانتو ومعه 400 رجل لمساعدة حامد وأهل مالقة، فاستطاعوا اقتحام الحصار ودخول المدينة. قام السانتو بحيلةٍ مكنته من قتل القائد القشتالي، فهجم عليه الحراس فقتلوه ورموا بجثته للمسلمين، ثم اشتد الحصار على مالقة، وفي إحدى الهجمات أصيب حامد بحجرٍ فسقطت منه الراية، فظنَّ المسلمون أنَّ الأمر قد انتهى فعادوا لمدينتهم وطلبوا التسليم بشرط الأمان، ولكن فرناندو الثاني أصر أنَّ يكون الاستسلام بدون شروط، فأرسل أهل مالقة له بأنَّ لديهم 1500 أسير وإن لم يقبل بالشروط سيقتلونهم ويحرقون المدينة، فقبل فرناندو بالشروط.
رفض حامد الثغري التسليم وظلَّ متحصنًا مع مجموعته بمنارة المدينة، ولكن مجموعته تركته، فبقي وحيدًا، وعندما هجم القشتاليون على المنار، أُسِرَّ حامد الثغري، وأخذ إلى فرناندو الثاني، والذي اتخذه عبدًا له.
ذكرت رضوى عاشور في روايتها ثلاثية غرناطة، بأنَّ حامد الثغري بعد القبضِ عليه وتعرضه للتعذيب، تَنَصرَ وأصبح اسمه «جونزاليز فرنانديز زِغري». ولكن ذكرت مصادر أخرى بأنَّ حامد الثغري اعتُقل في سجن بقرمونة في إشبيلية ومات بعد ذلك بسنواتٍ، ومصادر أخرى بأنهُ قُتلَ ودفن في كهف بقرمونة.

## وصلات خارجية
- الغماريون والدفاع عن الأندلس «قصة بطولة القائد حامد الثغري»